# Перпетуитет
Перпетуитет (бессрочный аннуитет или вечная рента, англ. perpetuity) — это бесконечная последовательность равных платежей, осуществляемых через равные интервалы времени.
Математически перпетуитет описывается следующей формулой:
{\displaystyle PV\ =\ {A \over r}},
Где {\displaystyle PV} — чистая стоимость актива, {\displaystyle A} — величина аннуитетного платежа, а {\displaystyle r} — доходность или процентная ставка.
Дюрация, отражающая чувствительность цены к изменениям ставки, описывается выражением
{\displaystyle D\ =\ {1 \over r}}.
Примерами перпетуитетов являются выплаты:
1. дивидендов по привилегированным акциям с фиксированной ставкой дивиденда и неопределённым сроком выпуска;
2. купонов по облигациям без погашения (или с очень большими сроками до погашения).

Самым наглядным примером перпетуитета могут служить некоторые казначейские облигации Великобритании, выпущенные после наполеоновских войн (консоли). В 1815 году Британское казначейство выпустило большой объём консолей и использовало средства на выкуп множества мелких облигационных выпусков, осуществлённых ранее для финансирования военных расходов. Поскольку целью нового выпуска была консолидация прошлых долгов, новые бессрочные облигации получили название консолей, и с тех пор известны под этим названием.